# 안시역
안시역(프랑스어: Gare d'Annecy)은 프랑스 남동부 오트사부아주 안시에 위치한 기차역이다. 역은 1866년에 문을 열었으며 엑스레뱅-안마스 철도와 현재 폐쇄된 안시-알베르빌 철도 노선 상에 있다. 기차 서비스는 SNCF에서 운영한다. 2012년 12월에 버스 서비스와 기차역 사이의 새로운 복합 인터체인지가 개통되었다.

## 운행편
2022년부터 다음 열차 서비스가 안시에서 정차한다.
- 고속 서비스(TGV) : 파리 - 샹베리 - 엑스레뱅 - 안시
- 지방 서비스(TER 오베르뉴-론-알프) : 안시 – 엑스레뱅 – 샹베리 - 그레노블(- 발랑스)
- 지역 서비스(TER 오베르뉴-론-알프) : 안시 – 생제르베-레뱅
- 지역 서비스(레만 익스프레스) : 안시– 안마스 – 제네바– 코페